# Pseudalypia astrata
Pseudalypia astrata är en fjärilsart som beskrevs av Edwards 1884. Pseudalypia astrata ingår i släktet Pseudalypia och familjen nattflyn. Inga underarter finns listade i Catalogue of Life.